# Kim Jong-nam
Kim Jong-nam (Pyongyang, 10 maggio 1971 – Sepang, 13 febbraio 2017) è stato un politico e militare nordcoreano, figlio primogenito del leader della Corea del Nord Kim Jong-il. Fu a lungo ritenuto il possibile successore di suo padre alla guida della Repubblica Popolare Democratica di Corea, prima che cadesse in disgrazia. È stato assassinato nel 2017, forse a causa di suoi rapporti con la CIA.

## Biografia
Kim Jong-nam era il figlio primogenito di Kim Jong-il, leader della Corea del Nord, avuto dalla sua seconda moglie Song Hye-rim; alcune fonti mettono tuttavia in dubbio il matrimonio fra il dittatore nordcoreano e la donna, sostenendo dunque che Kim Jong-nam sia stato un figlio illegittimo.
All'età di 10 anni Kim Jong-nam fu mandato dalla famiglia a Ginevra per studiare in Occidente. Frequentò le Università di Ginevra e di Mosca, ma non si conosce il suo campo di studi. Tornato in patria, fu subito posto dal padre ai vertici dei servizi segreti nordcoreani. Si distinse nel 1996 come il responsabile di una "purga", che coinvolse decine di oppositori politici. Da sempre appassionato di computer, guidò nel 2001 il Comitato Nordcoreano per l'Uso del Computer e, sebbene non ci siano conferme ufficiali al riguardo, rivestì il compito di Responsabile per la Linea di condotta sulla Information Technology.
Nel gennaio del 2001 il suo lavoro raggiunse i primi risultati : il giornale nordcoreano Rodong Sinmun ("Il Giornale dei Lavoratori") annunciò una linea di "nuovo pensiero" (in coreano, Saeroun kwanjom). Tutti gli sforzi sarebbero stati concentrati nell'estirpare la vecchia mentalità e ricostruire su basi tecnologiche l'intero Paese, con particolare interesse per la Information technology. Fu proprio questa menzione, secondo alcuni analisti, a indicare l'alta probabilità di Kim Jong-nam di succedere al padre Kim Jong-il.
Il "piccolo generale" (soprannome attribuitogli) nutrì un certo interesse per il Giappone, anche al fine di migliorare la sua conoscenza della lingua giapponese e dei computer. La prima visita al vicino Paese risalirebbe al 1995, con un passaporto falso. Pare che non fosse stato riconosciuto dalle autorità giapponesi in quell'occasione a causa delle poche informazioni e delle ancora più scarse foto disponibili. Infatti ufficialmente Kim Jong-Nam non sarebbe mai apparso in pubblico.

### Il declino
Il 1º maggio del 2001 Kim Jong-nam fu arrestato all'aeroporto di Narita (vicino a Tokyo) mentre tentava di entrare illegalmente nel Paese. Assieme a lui furono fermate anche due donne (si ritenne che la più giovane delle due fosse la sua segretaria e interprete) e un bambino di quattro anni, molto probabilmente suo figlio. Non si conosce l'identità esatta della seconda donna, che si suppose fosse sua moglie Shin Jong-Hi.
Kim fu trovato in possesso di un passaporto falso della Repubblica Dominicana, da cui si risalì ad altri tre ingressi dello stesso in Giappone, uno effettuato nell'ottobre del 2000, altri due nel dicembre dello stesso anno. Kim Jong-Nam affermò ripetutamente agli ufficiali di essere il figlio del dittatore nordcoreano Kim Jong-il e che era entrato nel Paese per "andare a visitare Tokyo Disneyland". Ulteriori controlli confermarono altre sue brevissime visite in Giappone, sotto falso nome. I quattro furono espulsi il 4 maggio 2001 e trasferiti a Pechino.
Dopo l'incidente di Narita Kim Jong-nam passò lunga parte del 2002 a Mosca, accudendo la madre Song Hye-rim, famosa ex-attrice nordcoreana che abbandonò verso la fine degli anni settanta il Leader nord coreano Kim Jong-il perché esso aveva un comportamento infedele. Da tempo malata di diabete e sofferente di problemi cardiaci e di depressione, Song Hye-Rim morì nel maggio del 2002.
Questi due avvenimenti segnarono molto probabilmente il declino di Kim Jong-nam. Dagli inizi del 2003 visse in Cina, lontano dal padre. Il 25 settembre 2004 fu avvistato all'aeroporto di Pechino mentre scendeva da solo la scaletta dell'aereo che non proveniva dalla Corea del Nord, ma da qualche altro Stato ignoto. Nessun picchetto ad accoglierlo, nessuna guardia del corpo a proteggerlo: molti analisti lo ritennero un chiaro segno della perdita dello status di "erede legittimo".

### L'assassinio
È stato assassinato all'Aeroporto Internazionale di Kuala Lumpur il 13 febbraio 2017, in un agguato in cui gli è stato spruzzato in faccia il cosiddetto "agente VX", un potente gas nervino. Le esecutrici materiali dell'omicidio, individuate nella vietnamita Doan Thi Huong e nell'indonesiana Siti Aishah, hanno dichiarato di essere state avvicinate da un sedicente produttore televisivo che aveva chiesto loro di fare scherzi ai passanti per una candid camera, spalmando loro in faccia svariate sostanze e filmandone la reazione.
Ignare della letalità della sostanza, le due donne hanno attaccato Kim Jong-nam, che ha reagito in malo modo e che, intuendo il pericolo, si è recato presso l'infermeria dell'aeroporto, dove le sue condizioni sono rapidamente peggiorate, morendo durante il trasporto verso l'ospedale. Entrambe le donne sono state rilasciate dal carcere due anni dopo, nel marzo 2019. Le autorità malesiane hanno individuato in Ri Ji-hyon, Hong Song-hak, O Jong-gil e Ri Jae-nam, tutti di nazionalità nordcoreana e tutti rientrati in patria subito dopo l'omicidio, gli ideatori del piano per l'assassinio.
Il delitto e lo sviluppo delle indagini hanno aperto una crisi diplomatica tra la Malaysia e la Corea del Nord. Secondo il Wall Street Journal, che cita come fonte dei funzionari americani, Kim Jong-nam era un informatore della CIA. Anna Fifield, corrispondente da Pechino per il Washington Post, sostiene che Kim Jong-nam sarebbe stato filmato da diverse telecamere di sicurezza mentre incontrava in Cina un agente della CIA, portando in spalla uno zaino contenente 120.000 dollari.

### Il delitto e le indagini
Responsabili materiali dell'omicidio, avvenuto per avvelenamento, sono due ragazze: Doan Thi Huong, di nazionalità vietnamita e Siti Aishah, indonesiana. Il 13 febbraio del 2017 le due assassine raggiunsero Kim all'aeroporto della capitale malese, gettandogli sul volto una sostanza: non è chiaro se la sostanza fosse uno spray o un unguento.
Kim Jong-nam morì tra i quindici e i venti minuti successivi all'azione delle due killer. Il decesso avvenne in ambulanza mentre i soccorsi tentavano di trasportarlo in ospedale a causa del malore che la sostanza gli aveva provocato. Qualche giorno più tardi il Ministro della Sanità malese dichiarò sull'accaduto: "La quantità di Vx (gas nervino) nel corpo di Kim Jong-nam era talmente elevata che ha colpito immediatamente cuore e polmoni, l'assorbimento del veleno è stato molto rapido e gli ha provocato la morte nel giro di 15-20 minuti dopo il contatto".
Interrogate dagli investigatori, le donne arrestate dichiararono di essere ignare di che cosa ci fosse dentro lo spray/olio e che l'azione compiuta nei confronti di Kim doveva essere una candid camera. Insieme alle due donne vennero arrestati dagli inquirenti malesi anche i loro presunti fidanzati, uno dei quali autoctono del paese e l'altro, il quarto arrestato legato al caso, venne fermato con addosso un passaporto nordcoreano.
Il 19 febbraio Tan Sri Khaild Abu Bakar, il capo della polizia malese, in una conferenza stampa dichiarò che ben quattro uomini nordcoreani erano finiti nella lista dei sospettati della polizia. Si trattava di Ri Ji-Hyon, O Jong-Gil, Ri Ji-U e Hong Song-Hac, che secondo gli inquirenti sarebbero entrati in Malesia ai primi di febbraio e avrebbero lasciato il paese proprio il 13 febbraio, giorno dell'omicidio di Kim Jong-nam. Con loro c'erano altri tre uomini, anch'essi inseriti tra i ricercati dalla polizia, pur non essendo tra i sospettati.
Il 21 febbraio la polizia malese rese noti due nuovi ricercati nordcoreani: un dipendente della Air Koryo, la compagnia di bandiera nordcoreana, e un funzionario dell'ambasciata della Corea del Nord nel paese di nome Hyon Kwang-Song. Venne messa in dubbio anche la versione delle due esecutrici dell'omicidio: secondo l'ispettore della polizia malese Tan Sri Khalid Abu Bakar, Doan Thi Huong e Siti Aisyah erano a conoscenza che la sostanza che fecero entrare a contatto con il volto della vittima fosse tossica, visto che erano state istruite di non toccarsi il corpo con le mani e di andare immediatamente a lavarle dopo l'azione.
Il 22 febbraio il capo della polizia malese, Tan Sri Khaild Abu Bakar, rese noto alla stampa che nei giorni precedenti c'erano degli estranei che avevano fatto irruzione nella camera mortuaria di Kim Jong-nam per trafugarne il corpo. L'identità di questi soggetti non venne però divulgata. Il 23 febbraio, in seguito all'autopsia sul volto e sugli occhi di Kim Jong-nam, vennero rilevate tracce di VX, una delle forme più letali del gas nervino, probabile causa del decesso. L'autopsia venne condannata dalla Corea del Nord che la dichiarò "immorale e illegale", richiedendo alla Malaysia il rientro del corpo di Kim a Pyongyang.
Il 25 febbraio Siti Aishah dichiarò alle autorità malesi di aver ricevuto 90 dollari per spargere un unguento sul volto di Kim Jong-nam per una trasmissione televisiva. Il 27 febbraio venne resa nota al pubblico l'intenzione della polizia malese di fare chiarezza su una terza donna: si trattava di So Yong-La, fidanzata di Kim Jong-nam e residente a Macao. Lo stesso giorno spuntò un video dove Siti Aishah il giorno prima dell'omicidio confessava agli amici che stava per diventare una star. A due settimane dal delitto nessun familiare di Kim richiese il corpo. Il 1º marzo le due donne vennero incriminate dal procuratore generale per omicidio e la prima udienza si svolse il 13 aprile.
L'8 marzo la crisi diplomatica tra Corea del Nord e Malaysia portò a dichiarare i reciproci ambasciatori nei rispettivi paesi "persona non grata", mentre Pyongyang vietò ad alcuni cittadini malesi di lasciare la Corea. Lo stesso giorno il figlio di Kim Jong-nam, Kim Han-Sol rilasciò alcune dichiarazioni nelle quali confermò la morte del padre e di vivere in un programma di protezione per dissidenti della Corea del Nord. Più tardi si scoprì il coinvolgimento nell'operazione delle ambasciate di alcuni paesi, come Cina, Stati Uniti e Olanda. Intanto venne rilasciato l'unico arrestato di passaporto nordcoreano, Ri Yong-Chol, "per mancanza di prove sufficienti".
L'11 marzo il corpo di Kim Jong-nam venne ufficialmente riconosciuto dal capo della polizia malese, Khalid Abu Bakar. Fino a questa data la Malesia si era riferita alla vittima con il nome di "Kim Chon". Il 13 aprile è stata approvata la richiesta da parte della difesa delle due imputate di rinviare il processo a causa dell'impossibilità di accedere alle prove raccolte dalla polizia. La nuova udienza si è svolta il 30 maggio 2017. Entrambe hanno sostenuto di essere state convinte di aver partecipato a una candid camera e vennero poi rilasciate. In marzo 2019 le accuse per Siti Aisyah sono state ritirate e la donna è stata liberata dalle autorità malesi. Ad aprile 2019 è stata resa nota dalle autorità malesi la notizia che anche la seconda donna, Doan Thi Huong, a breve, sarebbe stata rilasciata. Il 3 maggio 2019 è arrivata la notizia ufficiale del rilascio.